# Classements des plus grandes entreprises camerounaises

Localisation du Cameroun.

Cet article répertorie les classements par année des plus grandes entreprises camerounaises par chiffre d'affaires ou nombre d'employés.

## 2022
En 2022, l'Institut national de la statistique du Cameroun, présente les quinze premières entreprises du pays par leurs chiffres d'affaires.
| #  | Entreprise                                    | Fondation | Secteur                  |
| -- | --------------------------------------------- | --------- | ------------------------ |
| 1  | Société Générale Cameroun                     |           | Banque                   |
| 2  | Total Cameroun                                |           | Pétrole                  |
| 3  | SABC Brasseries du Cameroun                   | 1948      | Brasseries               |
| 4  | Enéo The Energy of Cameroon                   | 1974      | Compagnie d'électricité  |
| 5  | Tradex Trading et Exploitation                | 1999      | Pétrole et hydrocarbures |
| 6  | Orange Cameroun                               | 2000      | Télécommunications       |
| 7  | MTN Cameroun Mobile Telephon Network          | 2000      | Télécommunications       |
| 8  | Perenco Cameroun                              | 1993      | Industrie pétrolière     |
| 9  | Congelcam Congelé du Cameroun                 | 1994      | Holding                  |
| 10 | Olam Cam                                      |           | Agro-industrie           |
| 11 | Camtel Cameroon Telecommunications            | 1998      | Télécommunications       |
| 12 | Sonara Société nationale de raffinage         | 1973      | Industrie pétrolière     |
| 13 | Sodecoton Société de développement du coton   | 1927      | Textile                  |
| 14 | Sorepco Société de représentation du commerce |           | Distribution             |
| 15 | AFS Afriland First Bank                       | 1987      | Banque                   |

## Classements
- Classement 2018 (paru en 2019)
- Classement 2019 (paru en 2020)